# SOL FC
SOL FC는 경기도 양주시에 위치한 under-18팀 유형의 축구단이다. 동국대학교사범대학부속영석고등학교의 축구부원으로 구성되어 있으며, 2013년에 창단 되었다.

## 출신 선수
- 김건오
- 최형찬

## 참고 문헌
- “KFA 통합경기정보 시스템”. 대한축구협회.

## 같이 보기
- 동국대학교사범대학부속영석고등학교